# 1990년 11월
| 1990년: 1월 · 2월 · 3월 · 4월 · 5월 · 6월 · 7월 · 8월 · 9월 · 10월 · 11월 · 12월 |

| <          | 1990년 11월 | 1990년 11월 | 1990년 11월 | 1990년 11월 | 1990년 11월 | >            |
| 일         | 월          | 화          | 수          | 목          | 금          | 토           |
|            |             |             |             | 1 9.14 경오 | 2 15 신미   | 3 16 임신    |
| 4 17 계유  | 5 18 갑술   | 6 19 을해   | 7 20 병자   | 8 21 정축   | 9 22 무인   | 10 23 기묘   |
| 11 24 경진 | 12 25 신사  | 13 26 임오  | 14 27 계미  | 15 28 갑신  | 16 29 을유  | 17 10.1 병술 |
| 18 2 정해  | 19 3 무자   | 20 4 기축   | 21 5 경인   | 22 6 신묘   | 23 7 임진   | 24 8 계사    |
| 25 9 갑오  | 26 10 을미  | 27 11 병신  | 28 12 정유  | 29 13 무술  | 30 14 기해  |              |

| 편집하기 |

## 1990년11월 10일
- 대한민국 최초의 축구 전용구장인 포항 축구 전용구장을 개장하다.